# Stanisław Lanckoroński (zm. 1489)
Stanisław Lanckoroński z Brzezia, Lanckorony i Wodzisławia zwany Marszałkowic herbu Zadora (1412–1489) – marszałek nadworny koronny w latach 1479-1489, kuchmistrz koronny w 1475 roku, dyplomata.
Był synem Mikołaja i Felicji Lis. 
W 1468 powołany w skład delegacji polskiej do króla Czech Jerzego z Podiebradów, w celu nakłonienia go do przeznaczenia tronu czeskiego Władysławowi Jagiellończykowi. Brał czynny udział w zmaganiach militarnych Władysława Jagiellończyka z Maciejem Korwinem o Śląsk i Morawy. W 1475 jako kuchmistrz wielki koronny odprowadził królewnę Jadwigę Jagiellonkę do Bawarii, gdzie poślubiła Jerzego Bogatego. W 1478 wraz z Janem Długoszem odbył poselstwo do Budy i Wyszehradu, gdzie doprowadził do rozejmu z Korwinem. 
Był jednym z najbogatszych możnowładców małopolskich.